# Georges Bizet
Alexandre-César-Léopold Bizet, conocido como Georges Bizet (París, 25 de octubre de 1838-Bougival, 3 de junio de 1875), fue un compositor francés, principalmente de óperas. En una carrera cortada por su muerte prematura, alcanzó escasos éxitos hasta su última obra, Carmen, que se convirtió en una de las obras más populares e interpretadas de todo el repertorio operístico.
Ganó varios premios a lo largo de su brillante carrera como estudiante del Conservatorio de París, incluyendo el prestigioso Premio de Roma en 1857, gracias a la cantata Clovis et Clotilde. Fue reconocido como un pianista excepcional, aunque prefirió no aprovechar su habilidad y en raras ocasiones tocó en público. Tras regresar a París después de pasar casi tres años en Italia, se dio cuenta de que en los principales teatros de ópera parisinos se prefería interpretar el repertorio clásico más arraigado antes que las obras de nuevos compositores. Sus composiciones orquestales y para teclado fueron asimismo ignoradas en su gran mayoría, lo que estancó su carrera, por lo que tuvo que ganarse la vida principalmente mediante arreglos y transcripciones de la música de otros. En su busca del ansiado éxito, comenzó varios proyectos teatrales durante la década de 1860, muchos de los cuales abandonó. Ninguna de las dos óperas que se llegaron a escenificar —Los pescadores de perlas y La bella muchacha de Perth— tuvieron éxito de inmediato.
Tras la guerra franco-prusiana de 1870-71, en la que Bizet sirvió en la Guardia Nacional, tuvo cierto éxito con su ópera de un acto Djamileh, aunque la suite orquestal L'Arlésienne, derivada en su música incidental de la obra de teatro homónima de Alphonse Daudet, tuvo un éxito instantáneo. La producción de la última ópera de Bizet, Carmen, fue retrasada debido al miedo de que sus temas de traición y asesinato pudieran ofender a la audiencia. Tras su estreno el 3 de marzo de 1875, Bizet estaba convencido de que la obra iba a ser un fracaso; murió de un ataque al corazón tres meses más tarde, sin saber que resultaría un éxito espectacular y duradero.
Su matrimonio con Geneviève Halévy fue feliz de manera intermitente y fruto del cual tuvieron un hijo. Tras su muerte, sus composiciones, excepto Carmen, estuvieron en general desatendidas. Los manuscritos se regalaron o perdieron, y las versiones publicadas de sus obras a menudo eran revisadas y adaptadas por terceros. No creó escuela ni tuvo discípulos ni sucesores evidentes. Tras años de abandono, sus obras se empezaron a interpretar de nuevo con más frecuencia en el siglo XX. Los críticos posteriores lo han proclamado como un compositor de gran brillantez y originalidad cuya muerte prematura supuso una gran pérdida para la música teatral francesa.

## Biografía

### Primeros años

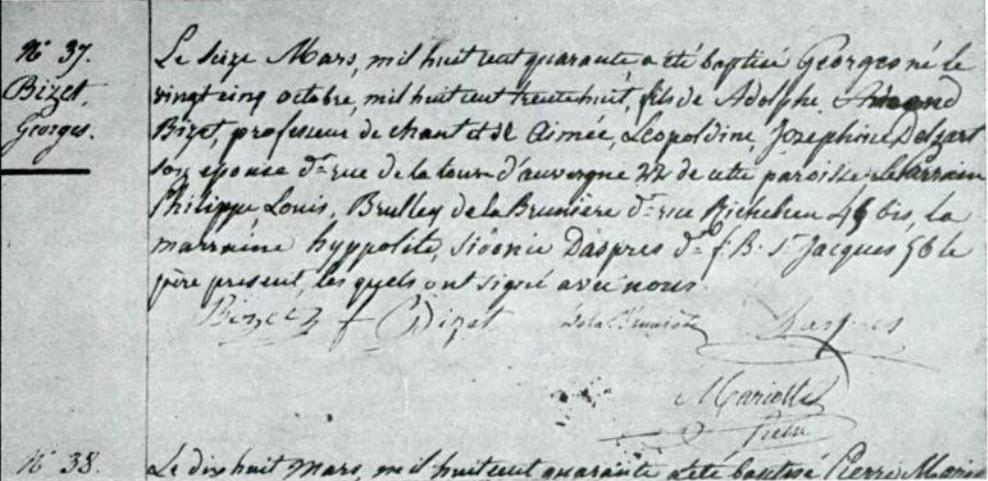
Acta del bautismo de «Georges» del 16 de marzo de 1840 en la iglesia de Nuestra Señora de Loreto en París.

Georges Bizet nació en París el 25 de octubre de 1838. En su certificado de nacimiento consta como Alexandre César Léopold, pero el 16 de marzo de 1840 fue bautizado en la iglesia de Nuestra Señora de Loreto como «Georges», nombre por el cual sería conocido durante el resto de su vida. Su padre, Adolphe Amand Bizet, había sido peluquero y fabricante de pelucas antes de ser profesor de canto a pesar de su falta de estudios formales; su madre, Aimée Léopoldine Joséphine Delsarte, era una célebre cantante de la época que también llegó a componer algunas obras, incluyendo al menos una canción que fue publicada. En 1837, ambos contrajeron nupcias en contra de los deseos de la familia de la novia que consideraban al novio un candidato de baja estofa; los Delsartes, aunque pobres económicamente, eran una familia de un alto nivel cultural y musical. Aimée era una consumada pianista, mientras que su hermano François fue un distinguido cantante y profesor que actuó en las cortes de Luis Felipe I y Napoleón III. Rosine, esposa de Delsarte y un prodigio musical, había sido asistente del profesor de solfeo en el Conservatorio de París a los trece años.
Georges, ya desde niño,mostró grandes aptitudes para la música y aprendió rápidamente las nociones básicas sobre notación musical de su madre, que le daría sus primeras clases de piano. Escuchando a través de la puerta de la sala donde Adolphe daba sus lecciones, Georges aprendió a cantar de memoria con precisión piezas difíciles y desarrolló una habilidad para identificar y analizar complejas estructuras acordales. Su precocidad convenció a sus ambiciosos padres de que estaba preparado para empezar a estudiar en el conservatorio de París un año antes de cumplir la edad mínima de entrada de diez años. Lo entrevistó Joseph Meifred, virtuoso de la trompa y miembro del comité de estudios del conservatorio, que quedó tan impresionado con sus habilidades que pasó por alto la regla de la edad mínima y se ofreció a tomarlo tan pronto como hubiera una plaza disponible.

#### Conservatorio

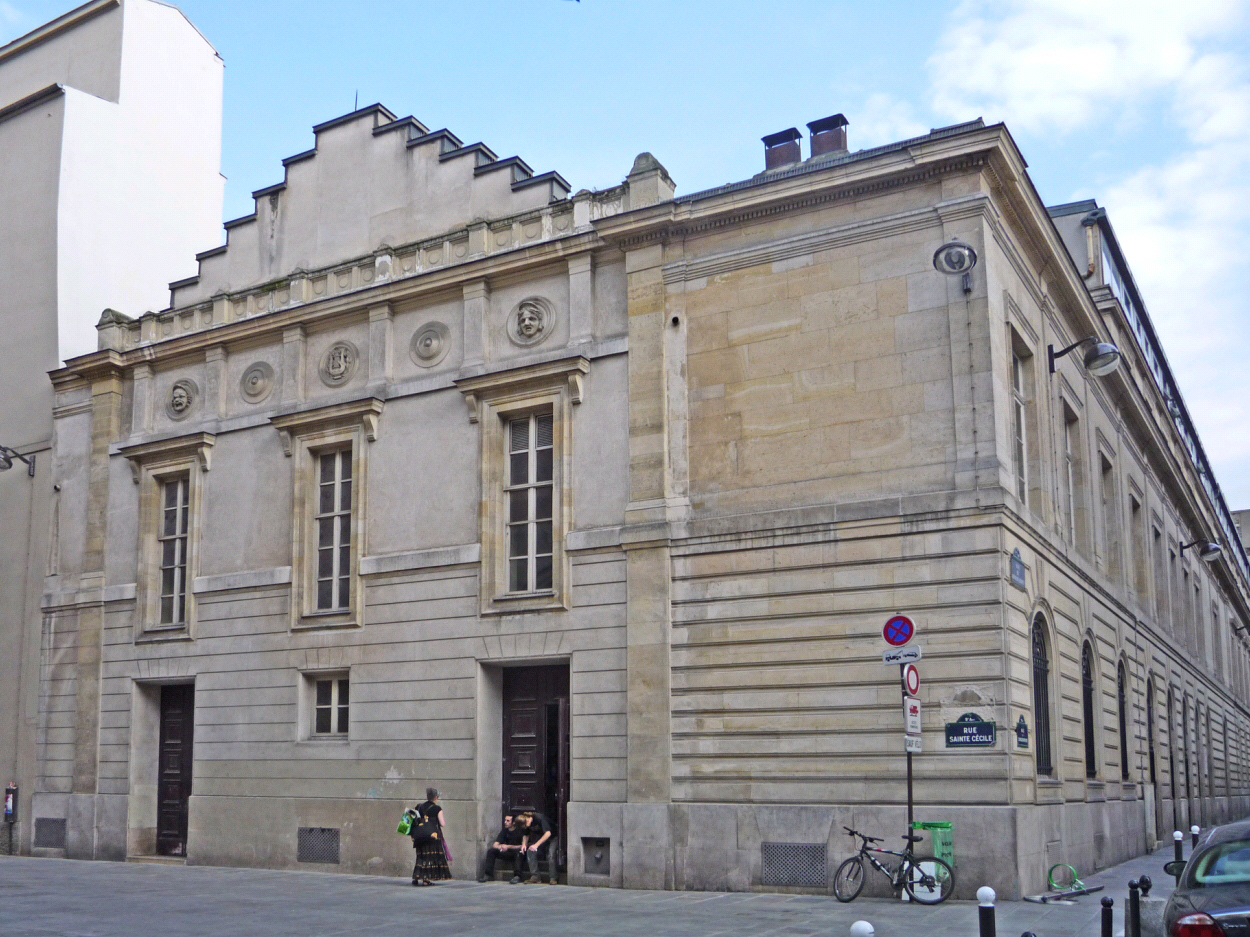
Parte del Conservatorio de París, donde Bizet estudió desde 1848 hasta 1857 (fotografía de 2009).

Bizet fue admitido en el Conservatorio el 9 de octubre de 1848, dos semanas antes de su décimo cumpleaños. Causó una buena primera impresión; en menos de seis meses ganó el primer premio en solfeo, una proeza que impresionó a Pierre Joseph Guillaume Zimmermann, el anterior profesor de piano del Conservatorio. Zimmermann le dio a Bizet lecciones privadas de contrapunto y fuga, que continuaron hasta la muerte del anciano profesor en 1853. A través de estas clases, Bizet conoció al yerno de Zimmermann, el compositor Charles Gounod, quien se convertiría en una influencia duradera en el estilo musical del joven pupilo —aunque su relación a menudo se volvió tensa en los últimos años. Bajo la instrucción de Antoine François Marmontel, profesor de piano del Conservatorio, el pianismo de Bizet se desarrolló con rapidez: ganó el segundo premio de piano del Conservatorio en 1851 y el primer premio al año siguiente. Bizet escribiría posteriormente a Marmontel: «En tus clases uno aprende algo más aparte de piano; uno se convierte en músico».

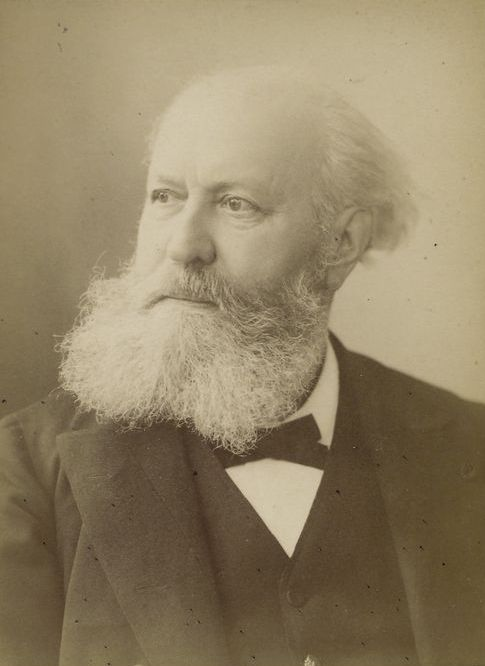
Charles Gounod, representado aquí en sus últimos años de vida, fue un mentor y una inspiración para Bizet en sus últimos años en el Conservatorio.

Las primeras composiciones de Bizet que se conservan son dos canciones sin palabras para soprano, datadas de alrededor de 1850. En 1853 se unió a las clases de composición de Fromental Halévy y comenzó a crear obras de creciente sofisticación y calidad. Dos de sus canciones, «Petite Marguerite» ('Pequeña margarita') y «La Rose et l'abeille» ('La rosa y la abeja'), se publicaron en 1854. En 1855 compuso una ambiciosa obertura para gran orquesta y preparó versiones para piano a cuatro manos de dos obras de Gounod: la ópera La nonne sanglante (La monja sangrante) y la Sinfonía en re. El trabajo hecho sobre la sinfonía de Gounod le inspiró, tras su decimoséptimo cumpleaños, a componer su propia sinfonía, muy similar a la de Gounod (en algunos pasajes incluso nota a nota). Esta obra se perdió posteriormente, se redescubrió en 1933 y se interpretó finalmente en 1935.
En 1856, Bizet compitió por el prestigioso Premio de Roma de composición musical. Su participación en 1856 no tuvo éxito, pero tampoco lo tuvo ningún otro: el premio a los músicos no se otorgó en esa edición. Tras este rechazo, Bizet se presentó a un concurso de ópera organizado por Jacques Offenbach para jóvenes compositores, con un premio de 1200 francos. El reto consistía en poner música al libreto de un acto de Le docteur Miracle de Léon Battu y Ludovic Halévy. El premio recayó ex aequo en Bizet y Charles Lecocq, resultado criticado años más tarde por Lecoq sobre la base de que Fromental Halévy había manipulado el jurado a favor de Bizet. Gracias al éxito obtenido, Bizet se convirtió en un invitado habitual en las fiestas que cada viernes tenían lugar en la casa de Offenbach, en la que, entre otros músicos, conoció a un anciano Gioachino Rossini, que se presentó al joven con una fotografía firmada por él. Bizet era un gran admirador de la música de Rossini y escribió no mucho más tarde de su primer encuentro que «Rossini es el más grande de todos, dado que, como Mozart, tiene todas las virtudes».
Para su participación en el Premio de Roma de 1857, Bizet, contando con el entusiasta beneplácito de Gounod, decidió ponerle música a la cantata Clovis et Clotilde de Amédée Burion. Bizet obtuvo el premio después de que una votación de los miembros de la Académie des Beaux-Arts anulara la decisión inicial de los jueces a favor del oboísta Charles Colin. Según las condiciones del premio, recibiría una beca durante cinco años, debiendo pasar los primeros dos en Roma, el tercero en Alemania y los dos restantes en París. El único requisito era presentar cada año un «envoi», una obra original según las indicaciones de la Académie. Antes de marcharse a Roma en diciembre de 1857, tuvo lugar la interpretación en la Académie de la cantata premiada de Bizet recibiendo una entusiasta acogida.

### Roma (1858-60)

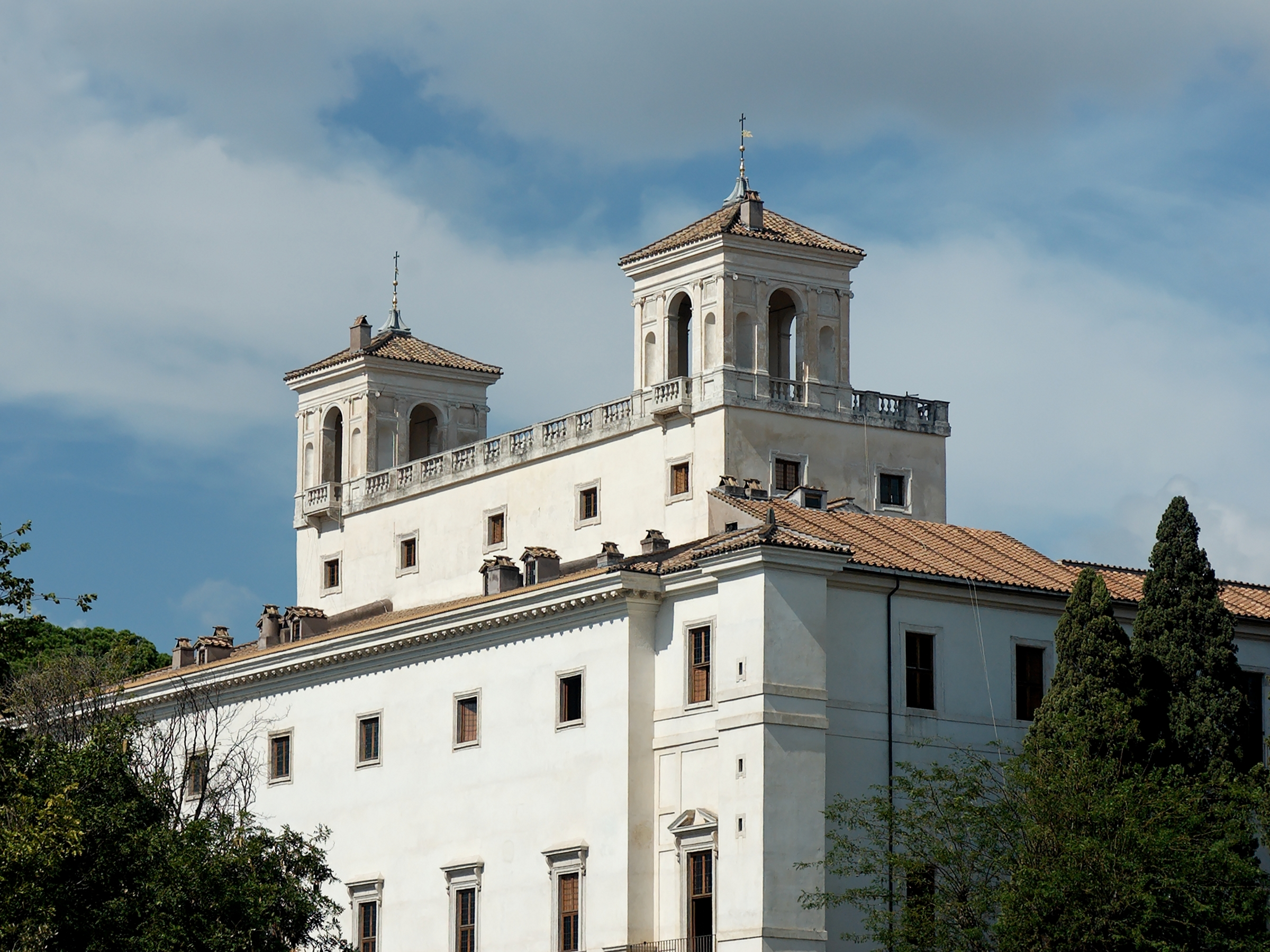
La Villa Médici, sede oficial de la Academia Francesa en Roma desde 1803.

El 27 de enero de 1858, Bizet llegaba a la Villa Médici, un palacete del siglo XVI que desde 1803 había albergado a la Académie francesa en Roma y descrita por él en una carta que envió a casa como el «paraíso». Bajo la dirección del pintor Jean-Victor Schnetz, la villa proporcionaba el ambiente perfecto para que Bizet y sus compañeros premiados pudieran esforzarse al máximo artísticamente. A Bizet le gustaba la atmósfera de convivencia y pronto se involucró en las distracciones de su vida social; durante los primeros seis meses en Roma solo pudo componer un Te Deum, para solistas, coro mixto y orquesta, escrito para el Premio Rodrigues, un concurso para componer una nueva obra religiosa abierto a la participación de los ganadores del Premio de Roma. Dicha pieza fracasó en su intento de impresionar a los jueces, quienes otorgaron el premio a Adrien Barthe, el único otro participante. Bizet se desanimó hasta el punto de jurar que no escribiría más música religiosa. Su Te Deum permaneció en el olvido e inédito hasta 1971.
A lo largo del invierno de 1858-59 Bizet trabajó en su primer envío, una versión en ópera bufa del libreto Don Procopio de Carlo Cambiaggio. Según las condiciones del premio, el primer envío de Bizet debía ser una misa, pero tras la experiencia con su Te Deum sentía aversión a escribir música religiosa. Estaba preocupado por cómo iba a ser recibido en la Académie este incumplimiento de las normas, pero su respuesta a Don Procopio fue inicialmente positiva, alabando «el toque sencillo y brillante» y «el estilo juvenil y atrevido» del compositor.

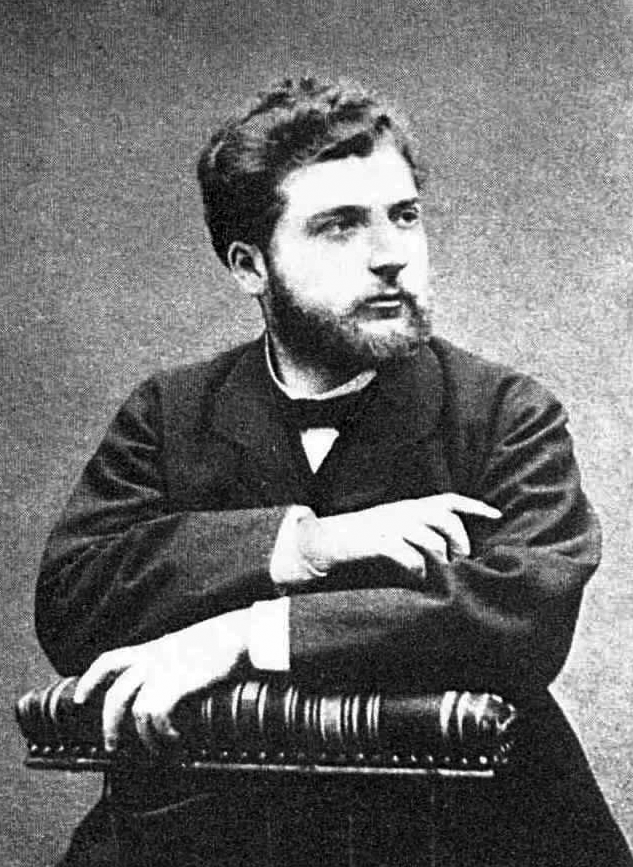
Georges Bizet fotografiado en 1860.

Para su segundo envío, no queriendo ya tentar su suerte con la tolerancia de la Académie, Bizet se propuso enviar una obra casi-religiosa en forma de misa secular sobre un texto de Horacio. Esta obra, titulada Carmen Saeculare, en un principio iba a ser una canción a Apolo y Diana. No se ha encontrado ningún fragmento de esta y es probable que Bizet ni siquiera la empezara. La tendencia de concebir proyectos ambiciosos, para abandonarlos rápidamente, se convirtió en algo habitual en Bizet durante sus años en Roma; además del proyecto Carmen Saeculare, tuvo en cuenta hasta cinco proyectos de óperas, pero finalmente los descartó, dos intentos de sinfonía y una oda sinfónica sobre un tema de Ulises y Circe. Tras Don Procopio, Bizet acabó solo una obra más en Roma, el poema sinfónico Vasco da Gama. Esto sirvió para reemplazar Carmen Saeculare como su segundo envío, y fue bien recibido por la Académie, aunque rápidamente olvidado después.
En el verano de 1859, Bizet y varios compañeros suyos viajaron a las montañas y bosques de las regiones de Anagni y Frosinone. También visitó un asentamiento de convictos en Anzio; Bizet envió una entusiasta carta a Marmontel, narrando sus experiencias. En agosto realizó un largo viaje hacia el sur visitando Nápoles y Pompeya. La primera no le impresionó, pero esta última le encantó: «Aquí vives con los antepasados; ves sus templos, sus teatros, sus casas en las que encuentras sus muebles, sus útiles de cocina...». Bizet comenzó a esbozar una sinfonía basándose en sus experiencias italianas, pero avanzó muy poco; el proyecto, que se convertiría en su Sinfonía Roma, no lo acabaría hasta 1868. Tras volver a Roma, Bizet consiguió con éxito prorrogar su estancia en Italia por otro año más, antes que irse a Alemania, para que pudiera completar «una obra importante» (la cual no ha sido identificada). En septiembre de 1860, mientras visitaba Venecia con su amigo Ernest Guiraud, con el que compartía premio, Bizet recibió la noticia de que su madre estaba gravemente enferma en París y regresó a casa.

### Compositor emergente

#### París (1860-1863)

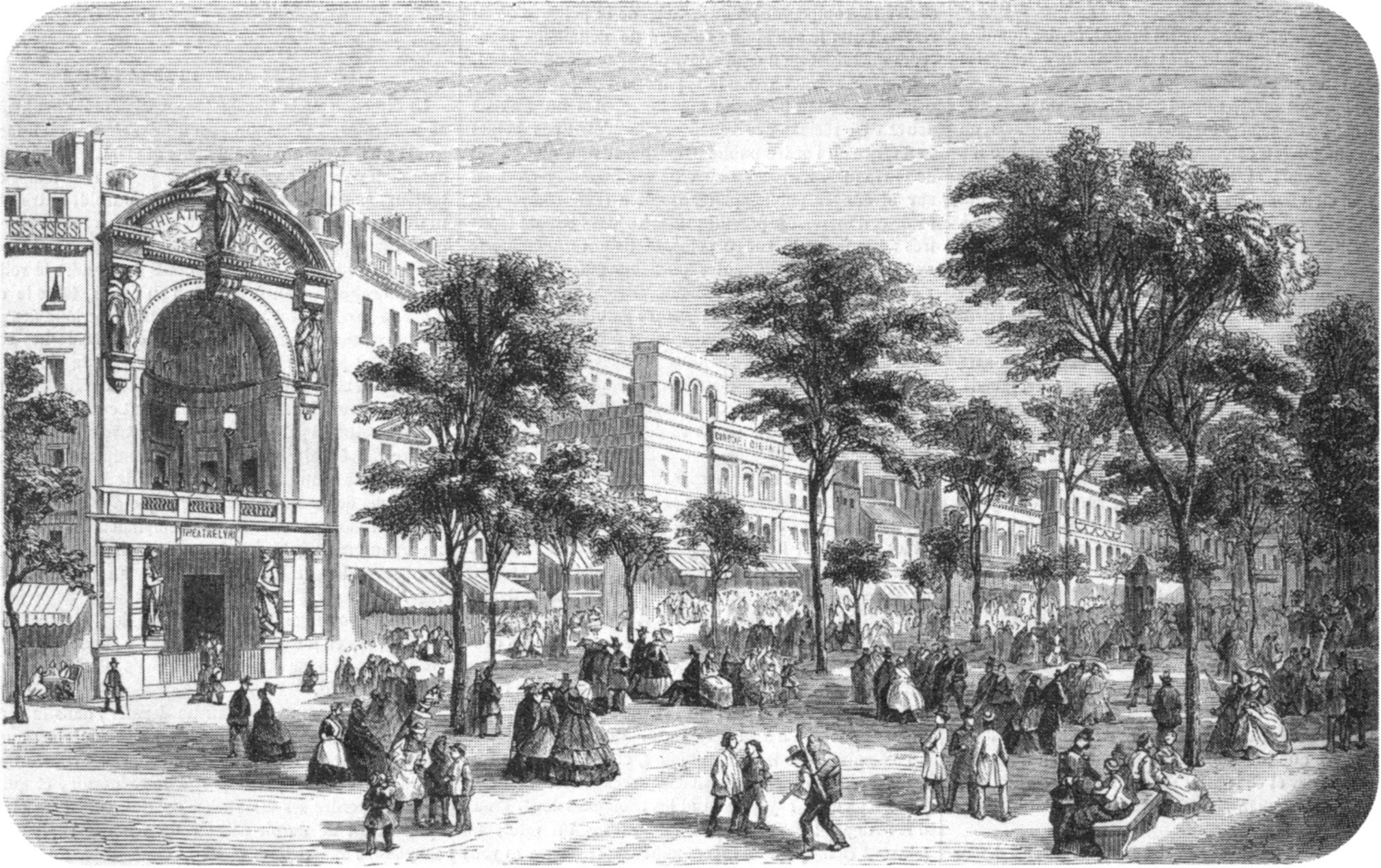
El Théâtre Historique de París, una de las sedes de la compañía del Théâtre Lyrique, en 1862.

De vuelta en París, contando con dos años de beca restantes, Bizet tenía por el momento seguridad económica y pudo ignorar momentáneamente las dificultades que los otros compositores jóvenes debían hacer frente en la ciudad. Las dos óperas subvencionadas por el estado, la Opéra y la Opéra-Comique', cada una presentaba repertorios tradicionales que tendían a reprimir y frustrar los nuevos talentos locales; tan solo ocho de los 54 laureados del Prix de Rome entre 1830 y 1860 habían tenido obras representadas en la Opéra. A pesar de que los compositores franceses estaban mejor representados en la Opéra-Comique, el estilo y carácter de las producciones se había mantenido prácticamente sin cambios desde la década de 1830. Una serie de pequeños teatros ofrecían operetas, un campo en el que era entonces fundamental el compositor Offenbach, mientras que el Théâtre Italien estaba especializado en ópera italiana de segunda categoría. Las mejores perspectivas para los aspirantes a compositor de ópera eran las de la compañía del Théâtre Lyrique que, a pesar de las repetidas crisis financieras, venía operando de manera intermitente en diversos establecimientos gracias a Léon Carvalho, un gerente de recursos. Esta compañía había puesto en escena los estrenos de Fausto y Romeo y Julieta de Gounod, y una versión abreviada de Los troyanos de Hector Berlioz.
El 13 de marzo de 1861, Bizet asistió al estreno de París de la ópera Tannhäuser de Richard Wagner, una interpretación que fue recibida con disturbios por parte de la audiencia, mantenidos bajo control por el influyente Jockey Club de París. A pesar de las distracciones, Bizet revisó sus opiniones acerca de la música del compositor alemán, que había desestimado previamente como meramente excéntrica. Ahora consideraba a Wagner «más allá de todos los compositores vivos». Posteriormente, acusaciones de «wagnerismo» fueron puestas a menudo en contra de Bizet, a lo largo de su carrera compositiva. Como pianista, Bizet había mostrado gran habilidad desde su niñez. Un contemporáneo afirmaba que podía haber tenido el futuro asegurado en las salas de conciertos, pero optó por ocultar su talento «como si se tratara de un vicio». En mayo de 1861, Bizet ofreció una inusual demostración de su virtuosismo cuando, en una cena en la que Franz Liszt estaba entre los presentes, asombró a todos tocando a primera vista, de manera impecable, una de las piezas más difíciles del maestro. Liszt comentó al respecto: «pensé que sólo había dos hombres capaces de superar tal dificultad [...] hay tres, y [...] el más joven es tal vez el más audaz y más brillante».

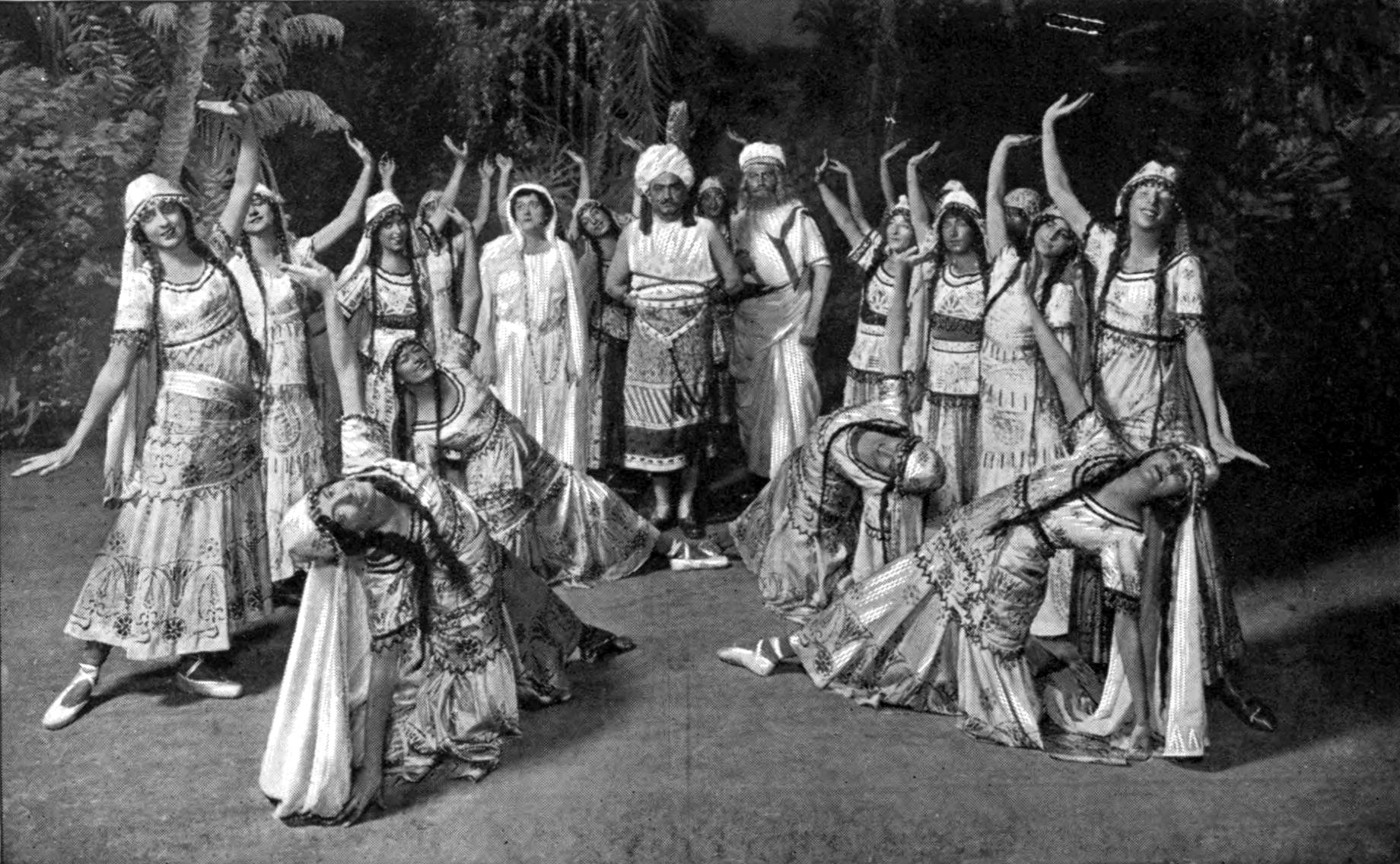
Escena del Acto II de Los pescadores de perlas.

El tercer envío de Bizet se retrasó casi un año debido a la prolongada enfermedad de su madre, que finalmente murió en septiembre de 1861. Al final, envió tres obras orquestales: una obertura titulada La Chasse d'Ossian («La caza de Ossian»), un scherzo y una marcha fúnebre. La obertura se ha perdido; el scherzo formaría parte de su Sinfonía Roma y la marcha fúnebre fue arreglada y usada en Los pescadores de perlas. En 1862, Bizet tuvo un hijo con el ama de llaves de la familia, María Reiter. El niño se crio creyendo que él era el hijo de Adolphe Bizet, y solo en su lecho de muerte, en 1913, la madre le reveló su verdadera paternidad.
El cuarto y último envío de Bizet, que le mantuvo ocupado durante la mayor parte de 1862, era una ópera de un acto, La guzla de l'émir. Al ser un teatro subvencionado por el Estado, la Opéra-Comique estaba obligada de vez en cuando a representar las obras de los ganadores del Premio de Roma y, como cabía esperar, los ensayos de La guzla empezaron en 1863. Sin embargo, en abril Bizet recibió una oferta del conde Walewski, de componer una ópera en tres actos titulada Los pescadores de perlas, empleando a tal efecto el libreto de Michel Carré y Eugène Cormon. Debido a que una de las condiciones de la oferta era que la ópera debía ser la primera obra del compositor en ser interpretada públicamente, Bizet retiró a toda prisa La guzla de la producción e incorporó partes de su música en la nueva ópera. El estreno tuvo lugar el 30 de septiembre a cargo de la compañía del Théâtre Lyrique. La opinión crítica fue en general hostil, aunque Berlioz la alabó, escribiendo que en efecto «le hace a M. Bizet el mayor honor». La respuesta del público fue tibia y la ópera solo tuvo dieciocho interpretaciones. No volvería a interpretarse hasta 1886.

#### Años de apuros

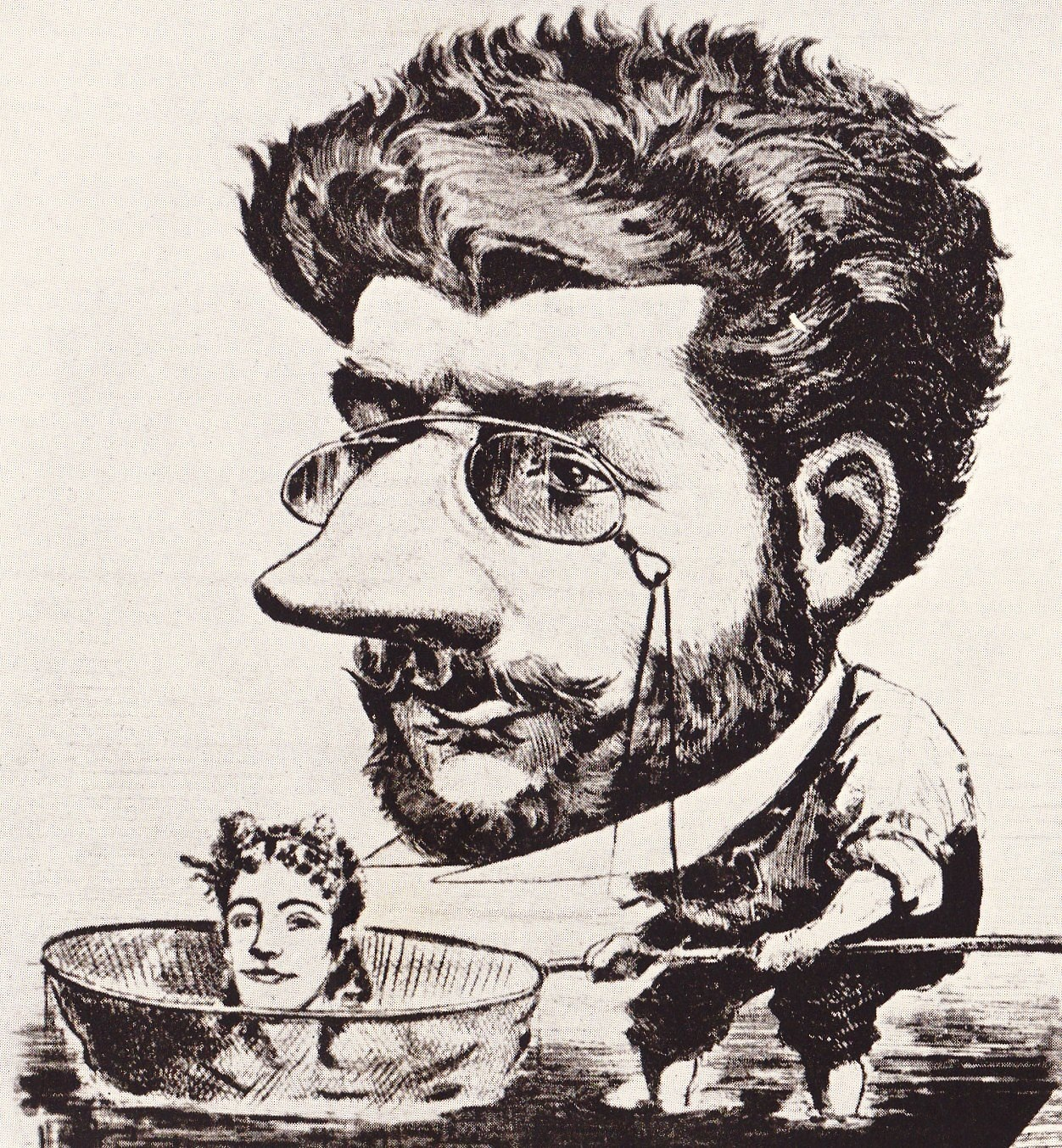
Caricatura de Bizet, 1863, de la publicación francesa Diogène.

Cuando expiró la beca del Premio de Roma, Bizet pronto se encontró con que no podía sobrevivir solo con la composición musical. Tomó a algunos alumnos de piano y de composición, dos de los cuales, Edmond Galabert y Paul Lacombe, llegaron a ser amigos cercanos suyos. También trabajó de pianista acompañante en los ensayos y audiciones de varias óperas, incluyendo L'Enfance du Christ de Berlioz y Mireille de Gounod. No obstante, su principal trabajo en este período fue el arreglo de obras de otros compositores. Realizó transcripciones para piano de cientos de óperas y otras piezas y preparó partituras corales y arreglos orquestales de todo tipo de música. Además fue, durante un corto período de tiempo, crítico musical para La Revue Nationale et Étrangère, bajo el seudónimo de «Gaston de Betzi». La única contribución de Bizet apareció el 3 de agosto de 1867, después de la cual se enfrentó con el nuevo editor de la publicación y dimitió.
Desde 1862 Bizet había estado trabajando de manera intermitente en la ópera Iván IV, basada en la vida de Iván el Terrible. Carvalho no cumplió su promesa de producirla, por ello, en diciembre de 1865, Bizet la ofreció a la Opéra, pero fue rechazada. La obra no sería interpretada hasta 1946. En julio de 1866, Bizet firmó otro contrato con Carvalho para poner música al libreto de La bella muchacha de Perth de J. H. Vernoy de Saint-Georges basado en la novela homónima de 1826 de sir Walter Scott. Fue descrita por el biógrafo de Bizet Winton Dean como «el peor libreto que Bizet jamás tuvo que arreglar». Surgieron problemas sobre el reparto y otros asuntos que retrasaron su estreno durante un año y finalmente fue interpretada en el Théâtre Lyrique el 26 de diciembre de 1867. La recepción por parte de la prensa fue más favorable que cualquier otra ópera de Bizet; la crítica de Le Ménestral alabó el segundo acto tildándolo de «una obra maestra desde el principio al fin». A pesar del éxito de la ópera, debido a los problemas financieros de Carvalho solo fue interpretada dieciocho veces.
Durante los ensayos de La bella muchacha de Perth, Bizet estuvo trabajando con otros tres compositores, cada uno de ellos contribuyó con un acto de la opereta en cuatro actos Marlborough s'en va-t-en guerre («Mambrú se fue a la guerra»). La obra fue un gran éxito cuando se estrenó en el Théâtre de l'Athénée el 13 de diciembre de 1867 y la Revue et Gazette Musicale se prodigó particularmente en el acto que Bizet hizo: «nada podría ser más elegante, más inteligente y, al mismo tiempo, más distinguido». Bizet además encontró tiempo para acabar su Sinfonía Roma de larga gestación y compuso varias obras para teclado y canciones. Sin embargo, esta época para Bizet estuvo marcada por varias decepciones. Al menos dos óperas proyectadas fueron abandonados con poco o ningún trabajo en ellas. Varias entradas para concursos, incluyendo una cantata y un himno compuesto para la Exposición Universal de París de 1867, fracasaron. La coupe du roi de Thulé («La copa del rey de Thule»), su participación para un concurso de óperas, no estuvo entre las cinco primeras. De los fragmentos que han llegado a nuestros días, los analistas han identificado reminiscencias que aparecerán en Carmen. El 28 de febrero de 1869, se estrenó la Sinfonía Roma en el 'Cirque Napoléon (en la actualidad Cirque d'hiver), bajo la dirección de Jules Pasdeloup. Más tarde, Bizet informaría a Galabert de que la obra fue un éxito teniendo en cuenta el gran número de aplausos, silbidos y cuchicheos del público.

### Matrimonio

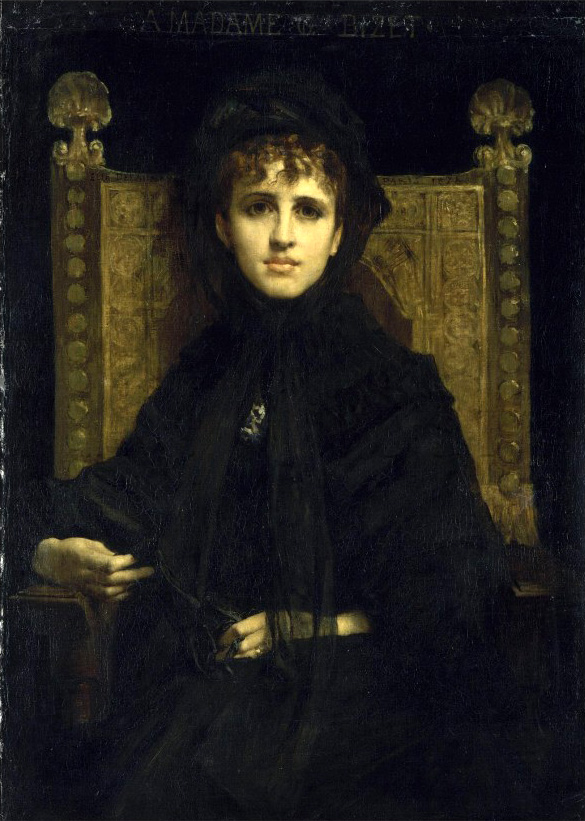
Geneviève Bizet, pintada en 1878 por Jules-Élie Delaunay.

No mucho después de la muerte de Fromental Halévy en 1862, Bizet había recibido la solicitud por parte de la señora Halévy de completar Noé, la ópera inacabada de su antiguo mentor. Aunque por el momento no hizo nada al respecto, Bizet siguió llevándose en términos amistosos con la familia Halévy. Fromental dejó dos hijas; la mayor, Esther, falleció en 1864, hecho que traumatizó tanto a la señora Halévy hasta el punto de no tolerar la compañía de su hija menor Geneviève, que a la edad de quince años vivía con otros familiares cercanos. No se sabe a ciencia cierta cuándo ella y Bizet llegaron a estar unidos emocionalmente el uno con el otro, pero en octubre de 1867 informó a Galabert: «¡He conocido a una chica adorable a la que amo! ¡En dos años será mi esposa!». La pareja se comprometió, a pesar de que la familia Halévy al principio rechazaba la unión. Según palabras del propio Bizet le consideraban un partido inadecuado: «pobre, de izquierdas, antirreligioso y bohemio», lo cual Dean observa como extrañas objeciones viniendo de «una familia repleta de artistas y excéntricos». En el verano de 1869, sus objeciones fueron superadas y la boda tuvo lugar el 3 de junio de ese mismo año. Ludovic Halévy escribió en su publicación: «Bizet tiene espíritu y talento. Debe tener éxito».
Como homenaje tardío a Fromental, Bizet tomó el manuscrito de Noé y lo completó. Aprovechó reutilizando partes de sus óperas moribundas Vasco da Gama e Iván IV, pero la futura producción en el Théâtre Lyrique no pudo materializarse debido a que finalmente la compañía de Carvalho quebró y Noé no se estrenaría hasta 1885. El matrimonio de Bizet fue feliz al principio, pero se vio afectado por la inestabilidad nerviosa de su mujer (heredada de ambos progenitores), su tensa relación con su madre y por las intromisiones de la señora Halévy en los asuntos de la pareja. A pesar de esto, Bizet mantuvo una relación amigable con su suegra, con la cual se carteaba a menudo. Durante el año posterior a la boda, tuvo como proyecto hasta media docena de óperas nuevas y comenzó bosquejar la música de dos de ellas: Clarissa Harlowe basada en la novela de Samuel Richardson Clarissa y Grisélidis con libreto de Victorien Sardou. Sin embargo, su progreso en ambos proyectos fue interrumpido en julio de 1870 debido al estallido de la Guerra franco-prusiana.

### Guerra y agitación social

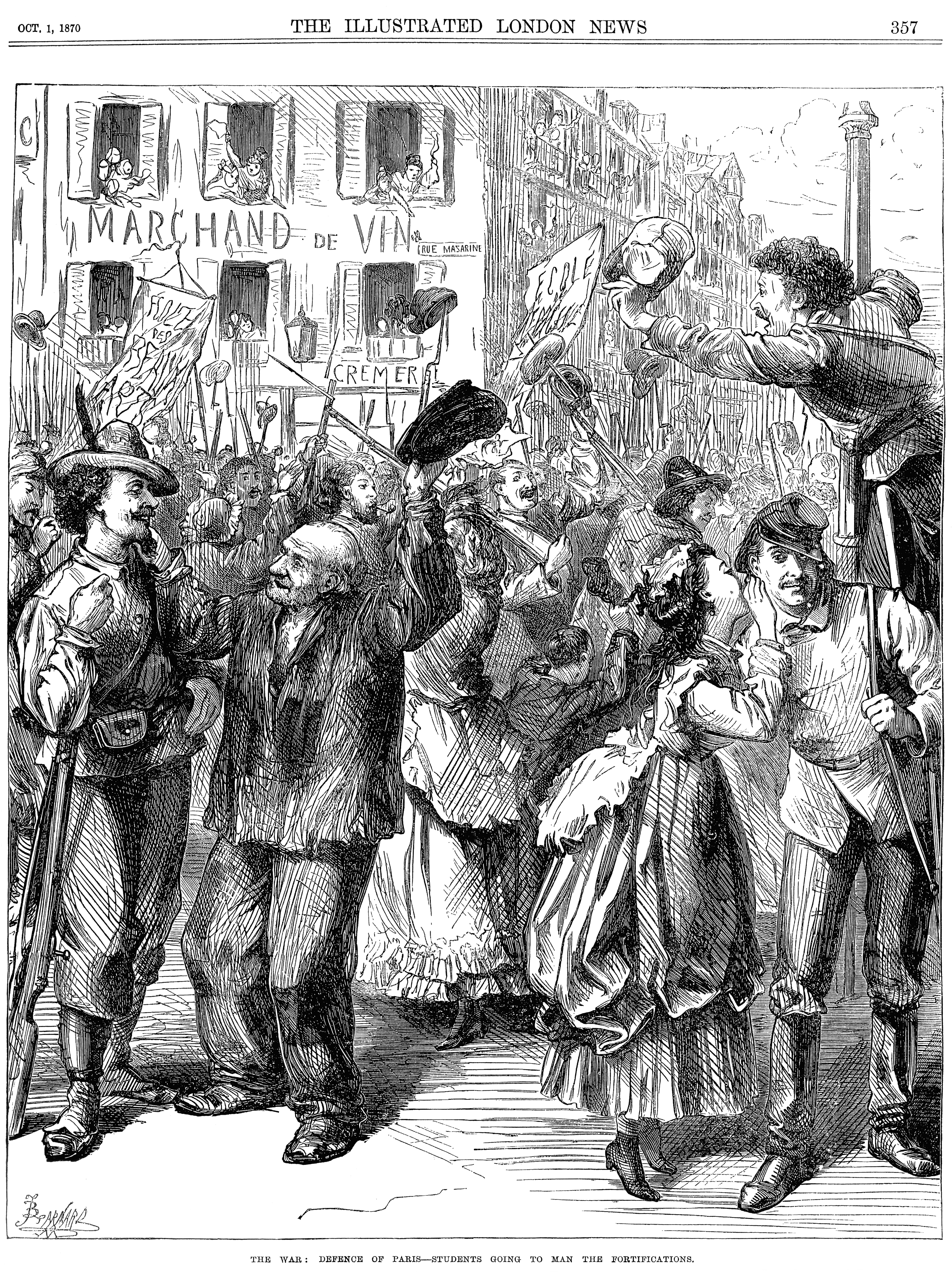
París durante el asedio, 1870-71. Dibujo contemporáneo inglés.

Tras varias provocaciones por parte de Prusia que culminaron en el ofrecimiento de la Corona española al príncipe prusiano Leopoldo de Hohenzollern, el emperador de Francia, Napoleón III, declaró la guerra el 15 de julio de 1870. Inicialmente, este paso fue apoyado por un estallido de fervor patriótico y seguras expectativas de victoria. Bizet, junto con otros compositores y artistas, se unió a la Guardia Nacional y empezó el período de instrucción. Fue crítico con el anticuado equipo con el que se suponía que debía luchar, las armas de su unidad, dijo, eran más peligrosas para sí mismas que para el enemigo. El ánimo de la nación pronto decayó tras las noticias de sucesivos reveses: el 2 de septiembre en Sedán los ejércitos franceses sufrieron una aplastante derrota, Napoleón fue capturado y depuesto, finalizando así el Segundo Imperio Francés.
Bizet recibió con entusiasmo la proclamación en París de la Tercera República Francesa. El nuevo gobierno no solicitó la paz, y el 17 de septiembre los ejércitos prusianos habían rodeado París. A diferencia de Gounod, que huyó a Inglaterra, Bizet rechazó varias oportunidades de dejar la ciudad bajo asedio: «¡No puedo abandonar París! ¡Es imposible! Sería simplemente un acto de cobardía por mi parte», escribió a la señora Halévy. La vida en la ciudad se volvió frugal y dura, aunque en octubre se realizaron esfuerzos para restablecer la normalidad. Pasdeloup reanudó sus habituales conciertos dominicales y el 5 de noviembre la Opéra reabrió sus puertas con extractos de obras de Christoph Willibald Gluck, Rossini y Giacomo Meyerbeer.
Se firmó un armisticio el 26 de enero de 1871, pero la salida de las tropas prusianas de París en marzo presagiaba un período de confusión y disturbios civiles. A raíz de una sublevación, la autoridad municipal de la ciudad fue tomada por disidentes que establecieron la Comuna de París. Fue entonces cuando Bizet decidió que ya no estaba seguro en la ciudad, y él y Geneviève escaparon a Compiègne. Más tarde, se trasladaron a Le Vésinet, donde permanecieron los dos meses que duró la Comuna, oyendo los disparos que resonaban en la lejanía mientras gradualmente las tropas del gobierno aplastaban el levantamiento: «Los cañones retumban con una violencia increíble», Bizet escribió a su suegra el 12 de mayo. Para el 25 de mayo las hostilidades habían cesado, más tarde se estimó que durante la Comuna y las represalias que la siguieron, alrededor de 25 000 vidas fueron segadas.

### Carrera tardía

#### Djamileh,L'ArlésienneyDon Rodrigo
Mientras la vida en París volvía a la normalidad, en junio de 1871, el nombramiento de Bizet como maestro de coro en la Ópera fue confirmado al parecer por su director, Émile Perrin. Bizet debía comenzar sus funciones en octubre, pero el 1 de noviembre el cargo fue ocupado por Hector Salomon. En su biografía de Bizet, Mina Curtiss conjetura que o renunció o se negó a asumir el cargo como protesta contra lo que él creía que era el fin injustificado por parte del director de la ópera Erostrate de Ernest Reyer después de solo dos actuaciones. Bizet volvió a trabajar en Clarissa Harlowe y Grisélidis, pero los planes para la segunda de ser estrenada en la Opéra-Comique fracasaron, y ninguna de las dos obras fueron terminadas; sobreviven solo algunos fragmentos de su música. Otras obras compuestas en 1871 fueron el dúo para piano titulado Jeux d'enfants y una ópera de un solo acto, titulada Djamileh, que se estrenó en la Opéra-Comique en mayo de 1872. La puesta en escena era paupérrima y fue cantada de manera incompetente: hubo un momento en el que el cantante principal olvidó treinta y dos compases de música. Cerró con tan solo once interpretaciones y no volvería a ser interpretada hasta 1938. El 10 de julio Geneviève dio a luz a Jacques, el único hijo de la pareja.

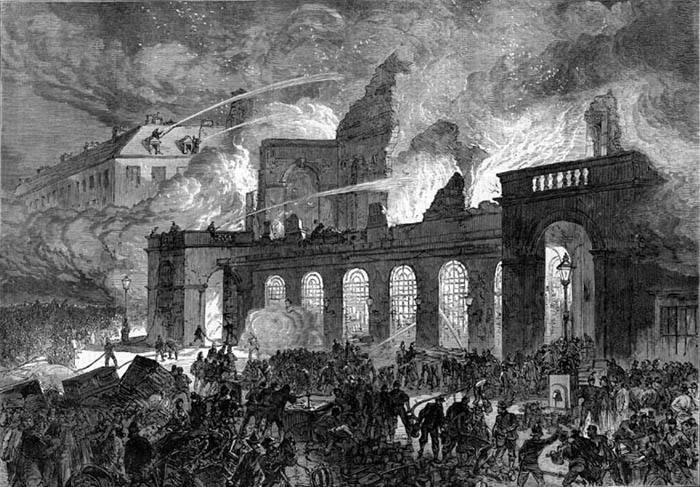
La Opéra, pasto de las llamas, el 29 de octubre de 1873.

La siguiente tarea importante de Bizet vino de Carvalho, quien llevaba ahora la gestión del teatro del Vaudeville de París, que quería música incidental para la obra teatral de Alphonse Daudet L'Arlésienne. Cuando la obra se estrenó el 1 de octubre, la música fue rechazada por los críticos como demasiado compleja para el gusto popular. Sin embargo, alentado por Reyer y Jules Massenet, Bizet creó una suite en cuatro movimientos a partir de la música, que se interpretó bajo la dirección de Pasdeloup el 10 de noviembre recibiendo una entusiasta acogida. En el invierno de 1872-73, Bizet supervisó los preparativos para un renacimiento de la ópera, todavía ausente, Romeo y Julieta de Gounod en la Opéra-Comique. Las relaciones entre los dos habían sido frías desde hacía algunos años, pero Bizet respondió positivamente a la petición de su antiguo mentor en busca de ayuda, escribiendo: «Fuiste el comienzo de mi vida como un artista. Surgí de ti».
En junio de 1872, Bizet informó a Galabert: «Acabo de recibir órdenes de componer tres actos para la Opéra-Comique. [Henri] Meilhac y [Ludovic] Halévy están haciendo el libreto de mi obra». El tema elegido para este proyecto fue Carmen, novela corta de Prosper Mérimée. Bizet comenzó la música en el verano de 1873, pero la dirección de la Opéra-Comique estaba preocupada por la idoneidad de esta historia, subida de tono para un teatro que por lo general siempre ofrecía entretenimiento «sano», y la obra fue suspendida. Bizet entonces comenzó a componer Don Rodrigo, una adaptación de la historia de El Cid de Louis Gallet y Édouard Blau. Tocó una versión para piano ante un público selecto que incluía a Gabriel Fauré, con la esperanza de que la aprobación de Fauré pudiera influir en los directores de la Opéra para escenificar la obra. Sin embargo, en la noche del 28 al 29 de octubre, la Opéra ardió hasta los cimientos, y la dirección, en medio de otras preocupaciones, dejaron Don Rodrigo a un lado. Nunca se terminó; Bizet adaptó posteriormente un tema del último acto como base de su obertura de 1875, Patrie.

#### Carmen

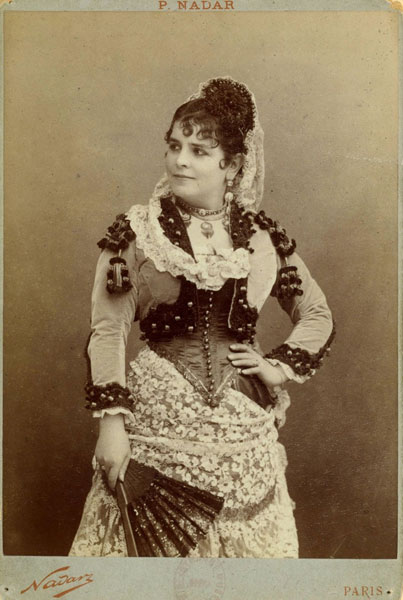
Célestine Galli-Marié en el papel de Carmen.

Adolphe de Leuven, el codirector de la Opéra-Comique que más amargamente se opuso al proyecto de Carmen, renunció a su cargo a principios de 1874, eliminándose así la barrera principal para que se produjese la obra. Bizet terminó la partitura durante el verano, y se mostró satisfecho con el resultado: «He escrito una obra que es toda claridad y vivacidad, llena de color y melodía». La célebre mezzosoprano Célestine Galli-Marié (conocida profesionalmente como «Galli-Marié») fue contratada para cantar el papel principal. Según Dean, estaba tan encantada con su parte como Bizet con su idoneidad para el canto. Había rumores de que él y la cantante mantenían un breve romance, dado que su relación con Geneviève era tensa en ese momento y estuvieron viviendo separados varios meses.
Cuando los ensayos comenzaron en octubre de 1874, la orquesta tuvo dificultades con la orquestación, encontrando algunas partes impracticables. El coro del mismo modo declaró que algunas partes de la música eran imposibles de cantar y estaban consternados por tener que actuar individualmente, fumando y peleándose en el escenario más que meramente permanecer formando una fila. Bizet también tuvo que luchar contra cualquier nuevo intento de la Opéra-Comique de modificar partes de la actuación que consideraba impropias. Solo cuando los cantantes principales amenazaron con retirarse de la producción la dirección tuvo que ceder. Al tener que dar solución a estos problemas, se retrasó el estreno hasta el 3 de marzo de 1875 en el que, por la mañana, por casualidad, se anunció el nombramiento de Bizet como caballero de la Legión de Honor.
Entre las principales figuras musicales en el estreno se encontraban Massenet, Camille Saint-Saëns y Gounod. Geneviève, que sufría de un absceso en el ojo derecho, no pudo estar presente. La primera interpretación de la ópera se extendió a lo largo de cuatro horas y media, pero el acto final no comenzó hasta después de la medianoche. Posteriormente, Massenet y Saint-Saëns felicitaron al compositor; Gounod, no tanto. Un informe acusaba a Bizet de plagio –«¡Georges me ha robado! ¡Extrae los aires españoles de la partitura y no queda nada que sea del propio Bizet salvo la salsa que enmascara el sabor del pescado!»—, y la mayoría de comentarios de la prensa fueron negativos, expresando con consternación que la heroína fuera una seductora amoral, en lugar de una mujer virtuosa. La interpretación de Galli-Marié fue descrita por un crítico como «la verdadera encarnación del vicio». Otros se quejaron de la falta de melodía, haciendo comparaciones desfavorables con las tarifas tradicionales de la Opéra-Comique de Daniel Auber y François-Adrien Boieldieu. Léon Escudier en L'Art Musical califica la música de «opaca y oscura [...] el oído se cansa de esperar una cadencia que nunca llega». Hubo, no obstante, elogios por parte del poeta Théodore de Banville, quien aplaudía a Bizet por presentar un drama con hombres y mujeres de verdad en lugar de las «marionetas» habituales de la Opéra-Comique. La reacción del público fue tibia y Bizet pronto se convenció de su error: «Preveo un fracaso definitivo y sin remedio».
La habanera de Bizet en Carmen, «El amor es un pájaro rebelde», es una traslación con algunas variantes de la habanera de Sebastián Iradier, llamada «El arreglito»; Bizet dijo haberla utilizado creyéndola de autor anónimo; es decir, perteneciente al acervo folclórico popular.

### Enfermedad y fallecimiento

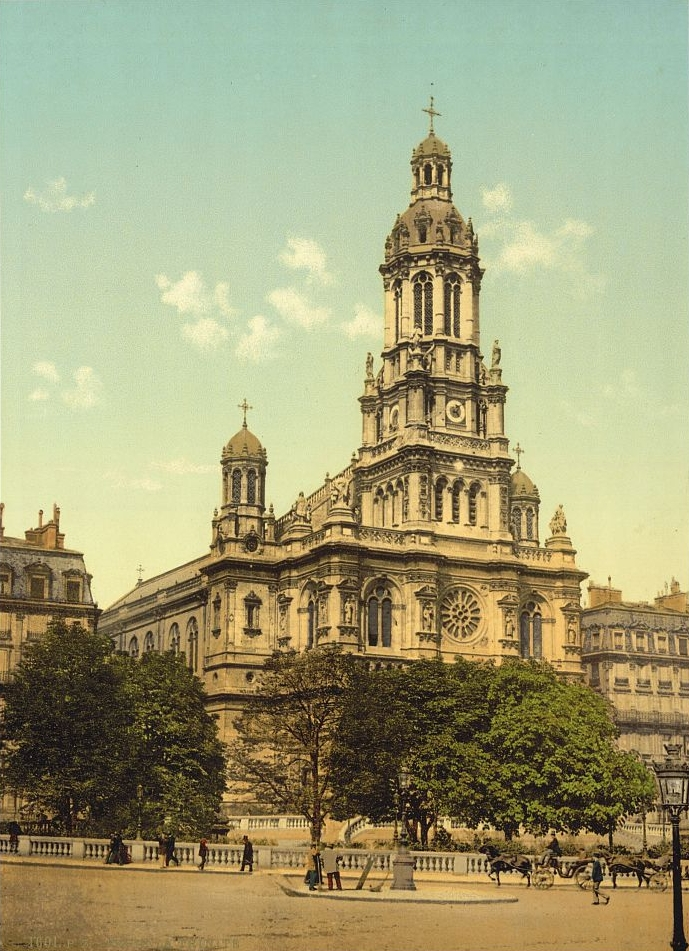
Iglesia de la Santa Trinidad de París, donde tuvo lugar la misa del funeral de Bizet el 5 de junio de 1875.

Durante la mayor parte de su vida, Bizet había sufrido de una molestia recurrente en la garganta. Fumador empedernido, pudo haber socavado aún más su salud por trabajar en exceso durante la mitad de la década de 1860, trabajando en las transcripciones de sus editores hasta 16 horas al día. En 1868, informó a Galabert que había estado muy enfermo con abscesos en la tráquea: «He sufrido como un perro». En 1871, y nuevamente en 1874, al completar Carmen, había estado indispuesto por ataques severos de lo que describió como «angina de garganta», y sufrió un último ataque a finales de marzo de 1875. En ese momento, deprimido por el fracaso evidente de Carmen, Bizet tardó en recuperarse y cayó enfermo de nuevo en mayo. Al final del mes se fue a su casa de vacaciones en Bougival y, sintiéndose un poco mejor, fue a nadar en el Sena. Al día siguiente, 1 de junio, fue afectado por fiebre alta y dolores, seguido de un aparente ataque al corazón. Parecía temporalmente que iba a recuperarse, pero en la madrugada del 3 de junio sufrió un segundo ataque fatal.
Lo repentino de la muerte de Bizet, y el conocimiento de su estado mental depresivo, alimentaron los rumores de que se había suicidado. Aunque la causa exacta de la muerte nunca fue establecida con certeza, los médicos descartaron esas teorías y, finalmente, determinaron que había fallecido debido a «una complicación cardíaca de un reumatismo articular agudo». La noticia de su muerte sorprendió al mundo de la música parisina; debido a que Galli-Marié estaba demasiado afectada para salir a escena, la función de esa noche de Carmen fue cancelada y reemplazada por La dame blanche de Boieldieu.
En el funeral, que tuvo lugar el 5 de junio en la iglesia de la Santa Trinidad, en Montmartre, más de 4000 personas estuvieron presentes. Adolphe Bizet encabezó a los dolientes junto con Gounod, Thomas, Ludovic Halévy, Halévy León y Massenet. Una orquesta dirigida por Pasdeloup interpretó Patrie, y el organista improvisó una fantasía sobre temas de Carmen. En el entierro que continuó en el cementerio del Père-Lachaise, Gounod dio el panegírico. Dijo que Bizet había sido abatido justo cuando estaba siendo reconocido como un verdadero artista. Hacia el final de su discurso, Gounod rompió a llorar y no pudo terminarlo. Tras una actuación especial de Carmen en la Opéra-Comique esa misma noche, la prensa, que había condenado casi universalmente la pieza tres meses antes, ahora consideraba a Bizet como un genio.

## Música

### Primeras obras
Las primeras composiciones de Bizet, principalmente canciones y piezas para teclado escritas a modo de ejercicios, dan los primeros indicios de su poder emergente y sus dotes de melodista. Dean considera que esto se evidencia en la obra para piano Romance sans parole, escrita antes de 1854, de «la conjunción de melodía, ritmo y acompañamiento» que es característica de sus obras de madurez. La primera pieza orquestal de Bizet fue una obertura escrita en 1855, a la manera de Guillermo Tell de Rossini. Los críticos la encontraron mediocre, pero los comentaristas posteriores elogiaron la Sinfonía en do mayor del mismo año, comparando la obra de manera favorable con Mozart y Franz Schubert. Desde el punto de vista de Dean, la sinfonía tenía «pocos rivales y quizás ninguna obra de juventud supere esta».El crítico musical Ernest Newman sugiere que Bizet pudo haberse dado cuenta en ese momento de que su futuro era el campo de la música instrumental, antes de que una «voz interior» (y la realidad del mundo musical francés) lo dirigiera hacia los escenarios de ópera.

### Orquesta, piano y obras vocales
Después de su primera Sinfonía en do mayor, la producción puramente orquestal de Bizet fue escasa. La Sinfonía Roma en la cual trabajó durante más de ocho años resulta mal parada si se la compara, según Dean, con su predecesora. Esta obra, dice Dean, tiene influencias de Gounod y contiene pasajes que recuerdan a Carl Maria von Weber y Felix Mendelssohn. Sin embargo, Dean sostiene que el trabajo sufre de una mala organización y un exceso de música pretenciosa, lo que denomina un «tiro por la culata». Otra obra de madurez para orquesta, la obertura Patrie, la rechaza de manera similar: «una terrible advertencia sobre el peligro de confundir el arte con el patriotismo». El musicólogo Hugh Macdonald afirma que la mejor música orquestal de Bizet se encuentra en las suites que se derivan, respectivamente, de la obra para piano Jeux d'enfants y la música incidental para L'Arlésienne. En ellas se demuestra una madurez de estilo que, de haber vivido más tiempo, podría haber sido la base para grandes obras orquestales futuras.
Las obras para piano de Bizet no han entrado en el repertorio del concertista de piano y son por lo general muy difíciles para que sean interpretadas por principiantes. Una excepción es el conjunto de doce piezas que evocan el mundo de los juegos de los niños, Jeux d'enfants, escrito a cuatro manos. En este caso, Bizet evita los pasajes virtuosos que tienden a dominar sus obras para solista. Las anteriores piezas individuales anteriores llevan la influencia de Chopin, obras posteriores, como las Variations Chromatiques y la Chasse Fantastique, deben más a Liszt. La mayoría de las canciones de Bizet fueron escritas en el período de 1866 a 1868. Dean define las principales debilidades de estos temas como una repetición carente de imaginación de la misma música para cada verso y una tendencia a escribir para la orquesta más que para la voz. Gran parte de la música vocal de mayor escala de Bizet se ha perdido; un temprano Te Deum, que sobrevive en su totalidad, es rechazado por Dean como «un trabajo miserable [que] sólo muestra la incapacidad de Bizet para componer música religiosa».

### Obras dramáticas

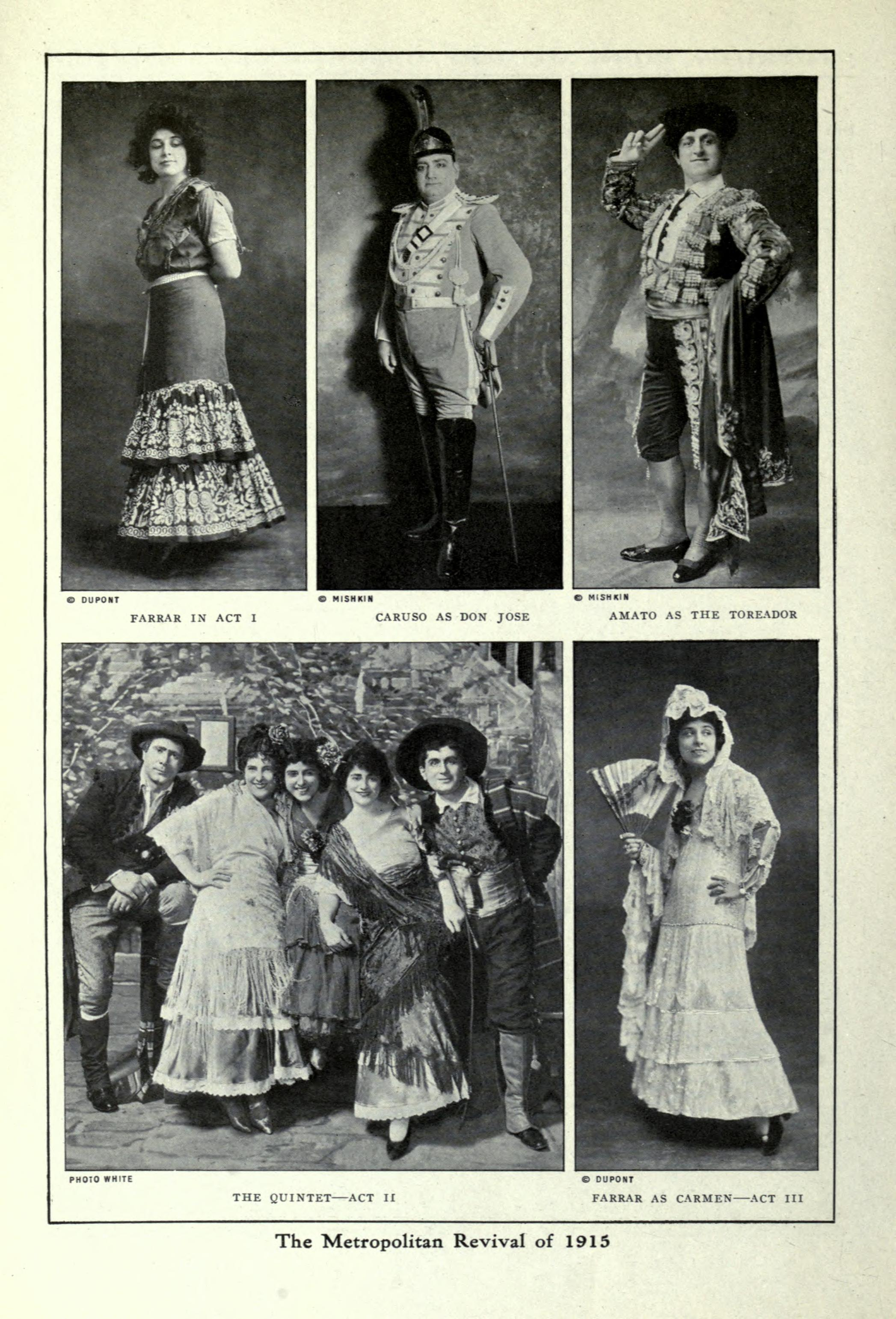
Fotos publicitarias para el reestreno de Carmen en el Metropolitan Opera de Nueva York, en enero de 1915, con Enrico Caruso y Geraldine Farrar. Caruso está en el centro de la fila superior, Farrar arriba a la izquierda y abajo a la derecha.

La temprana ópera en un acto de Bizet Le Docteur Miracle ofrece los primeros signos claros de su compromiso con este género, música chispeante y, según Dean, «muchos toques felices de parodia, orquestación y caracterización cómica». Newman percibe evidencias de los logros posteriores de Bizet en muchas de sus primeras obras: «Una y otra vez nos toparemos con algún toque u otro de los que sólo un músico con una raíz dramática de tal importancia en él podría haber logrado». Hasta Carmen, sin embargo, Bizet no fue esencialmente un innovador en el teatro musical. La mayoría de sus óperas están escritas siguiendo la tradición operística italiana y francesa establecida por compositores como Gaetano Donizetti, Rossini, Berlioz, Gounod y Thomas. Macdonald sugiere que, técnicamente, superó a todos ellos, con una sensibilidad para la voz humana únicamente comparable a la de Mozart.
En Don Procopio, Bizet siguió los patrones y esquemas de la ópera italiana establecidos por Donizetti en Don Pasquale, una obra a la cual se parece en gran medida. No obstante, el idioma familiar está intercalado por toques originales en los que emerge sin lugar a dudas la huella de Bizet. En su primera ópera de importancia, Los pescadores de perlas, Bizet se vio obstaculizado por un libreto aburrido y una trama laboriosa; sin embargo, la música, según Dean, alcanza en ocasiones «un nivel más elevado que la ópera francesa contemporánea». Entre sus muchos detalles originales, destaca la introducción a la cavatina «Comme autrefois dans la nuit sombre» que interpretan dos trompas sobre un fondo de violonchelos, efecto que, en palabras del analista Hervé Lacombe, «resuena en la memoria como una fanfarria perdida en un bosque lejano». Mientras la música de Los pescadores de perlas es atmosférica y profundamente evocativa de entorno oriental donde transcurre la ópera, en La bella muchacha de Perth Bizet no hizo ningún intento de introducir el color o sentimiento escocés, aunque la orquestación incluye toques muy imaginativos como la banda de instrumentos de viento-madera y cuerdas durante la escena de seducción del acto tercero.
De las obras inacabadas de Bizet, Macdonald subraya La coupe du roi de Thulé como ejemplo de los signos claros de su poder que alcanzaría su cota máxima con Carmen, y sugiere que si Clarissa Harlowe y Grisélidis hubieran sido completadas, el legado de Bizet habría sido «infinitamente más rico». Como Bizet se alejaba de las aceptadas convenciones musicales de la ópera francesa, se encontró con la hostilidad de la crítica. En el caso de Djamileh, la acusación de «wagnerianismo» surgió de nuevo, mientras la audiencia a duras penas llegaba a entender la originalidad de la partitura; muchas encontraron la música pretenciosa y monótona, carente de ritmo y melodía. Por el contrario, la opinión crítica actual, tal y como representa Macdonald, es que Djamileh es «una pieza realmente encantadora, llena de toques inventivos, donde destaca el uso del color cromático».
Ralph P. Locke, en su estudio de los orígenes de Carmen, llama la atención sobre la exitosa evocación de Bizet de la Andalucía española. Grout, en su History of Western Music, alaba la extraordinaria vitalidad rítmica y melódica de la música y la habilidad de Bizet de obtener el máximo efecto dramático con los mínimos medios posibles. Entre los primeros defensores de la ópera se encuentran Piotr Ilich Chaikovski, Johannes Brahms, y particularmente Wagner, quien comentó al respecto: «Aquí, gracias a Dios, al fin un cambio por parte de alguien con ideas en la cabeza». Otro impulsor de la obra fue Friedrich Nietzsche, quien afirmaba sabérsela de memoria: «Es una música sin pretensiones de profundidad, pero encantadora en su simplicidad, por lo que se ve nada afectada y sincera». Por amplio consenso, Carmen representa el desarrollo final de Bizet como un maestro del drama musical y la culminación del género de la opéra-comique.

## Legado
Tras la muerte de Bizet, la mayoría de sus manuscritos se perdieron; sus obras fueron revisadas por terceros y publicadas en versiones no autorizadas por lo que a menudo es difícil distinguir qué partes son realmente auténticas. Incluso Carmen se vio alterada en un formato de grand opera al ser reemplazados sus diálogos con recitativos escritos por Guiraud, amén de otros arreglos a la partitura. El mundo musical no reconoció inmediatamente a Bizet como un maestro y, quitando Carmen y la suite L'Arlésienne, pocas de sus obras fueron interpretadas tras su muerte. Sin embargo, durante el siglo XX tuvo lugar un aumento del interés por su obras. Don Procopio fue reestrenada en Monte Carlo en 1906. Una versión en italiano de Los pescadores de perlas fue interpretada en el Metropolitan Opera House de Nueva York el 13 de noviembre de 1916, con Enrico Caruso en el papel de tenor principal, convirtiéndose en una obra fundamental de la mayoría de óperas. Después de su primera actuación en Suiza en 1935, la Sinfonía en do mayor entró en el repertorio de conciertos y ha sido grabada por, entre otros muchos, Sir Thomas Beecham. Extractos de La coupe du roi de Thulé, editados por Winton Dean, se retransmitieron por la BBC el 12 de julio de 1955, y Le docteur Miracle se reestrenó en Londres el 8 de diciembre de 1957 por el grupo Park Lane. Piezas sueltas de Vasco da Gama e Iván IV han sido grabadas, así como numerosas canciones y el integral de la música para piano. Carmen, que recibió una calurosa acogida en París tras cuarenta y cinco interpretaciones, se convirtió en un éxito mundial tras interpretaciones en Viena (1875) y Londres (1878). Fue aclamada como la primera ópera de la escuela del verismo, en la que se hace hincapié en los temas sórdidos y brutales, con el arte reflejando «la vida no idealizada, sino la vida como realmente era vivida».
Harold Charles Schonberg conjetura que si Bizet hubiera vivido más años, habría revolucionado la ópera francesa, dado que el verismo fue encabezado principalmente por italianos, destacando Giacomo Puccini quien, según Dean, estiró la idea «hasta desgastarla». Bizet no fundó ninguna escuela en particular, aunque Dean menciona a Emmanuel Chabrier y Maurice Ravel como compositores directamente influidos por él. Dean también sugiere que la fascinación de Bizet por los héroes trágicos —Frédéri en L'Arlésienne, José en Carmen— se refleja en las últimas sinfonías de Chaikovski, en particular su Sinfonía en si menor «Patética». Macdonald escribe que el legado de Bizet está limitado por lo corto de su vida y por proyectos descartados y la falta de enfoque que persistió hasta sus últimos cinco años. «El espectáculo de grandes obras inconclusas, ya sea porque Bizet tenía otras distracciones, o porque nadie le pidió que las escribiera, o debido a su muerte prematura, es infinitamente desalentador, sin embargo, el brillo y la individualidad de su mejor música es inconfundible. Ha enriquecido aún más un período de la música francesa llena de compositores de talento y distinción».
Con respecto al círculo familiar de Bizet, su padre Adolphe murió en 1886. Su hijo Jacques se suicidó en 1922 después de un desengaño amoroso. Jean Reiter, el hijo mayor de Bizet, tuvo una brillante carrera como director del periódico Le Temps, fue nombrado Oficial de la Legión de Honor y murió en 1939 a la edad de 77 años. En 1886, Geneviève se casó con Émile Straus, un adinerado abogado; se convirtió en una famosa anfitriona entre la sociedad parisina y amiga cercana de, entre otros, Marcel Proust. Mostró poco interés en el legado musical de su primer marido, no hizo ningún esfuerzo en catalogar los manuscritos de Bizet y regaló muchos a terceros a modo de recuerdo. Falleció en 1926, y en su testamento estableció un fondo para el premio Georges Bizet, otorgado anualmente a un compositor de menos de cuarenta años que «hubiera producido un trabajo notable en los últimos cinco años». Entre los ganadores del premio cabe citar a Tony Aubin, Jean-Michel Damase, Henri Dutilleux y Jean Martinon.